# قانون إدارة النظام الوطني لحماية الحياة البرية لعام 1966
قانون إدارة النظام الوطني لحماية الحياة البرية لعام 1966 قانون لـ الولايات المتحدة قدم القانون مبادئ توجيهية وتوجيهات للإدارة والتنظيم لجميع المناطق في نظام ملجأ الحياة البرية الوطني بما في ذلك «ملاجئ الحياة البرية، ومناطق حماية وحفظ الأسماك والحياة البرية المهددة بالانقراض، ونطاقات الحياة البرية، ومجالات الصيد، ومناطق إدارة الحياة البرية، و مناطق إنتاج الطيور المائية».